# Austin Wiley
Austin Jermaine Wiley (Birmingham, 8 gennaio 1999) è un cestista statunitense.
È il figlio dell'ex cestista Vickie Orr.

## Palmarès
- Basketball Champions League Star Lineup: 1

Tofaş Bursa: 2023-2024